# L'angelo perduto
L'angelo perduto (Lost Angel) è un film del 1943 diretto da Roy Rowland.
È un film drammatico statunitense con Margaret O'Brien, James Craig e Marsha Hunt.

## Trama
I professori dell'Istituto di Psicologia Infantile crescono una bambina trovatella, da loro chiamata Alpha, come un esperimento, per stabilire se una educazione scientifica possa creare un genio. All'età di sei anni Alpha può già parlare cinese, giocare a scacchi, suonare l'arpa e, tra le altre cose, ha studiato l'algebra e le campagne di Napoleone.
Al reporter Mike Regan viene assegnato, nonostante le sue proteste, il compito di scrivere un articolo su di lei. Riesce ad avere un colloquio, nonostante la riluttanza dei professori, e scopre che Alpha, anche se allevata con amorevole cura, ha perso le gioie dell'infanzia.
Incuriosita da Mike, Alfa scappa di nascosto, lasciando i confini dell'istituto per la prima volta nella sua vita. Sorpresa e divertita dalle immagini e dai suoni di New York, arriva negli uffici del giornale. Mike non è molto contento di vederla, ma la porta con sé, così da non mancare ad un appuntamento con la sua fidanzata, la cantante di nightclub Katie Mallory. All'inizio Alpha, che ha una cotta per Mike, prova antipatia per Katie, ma la gentilezza e la comprensione di Katie le fanno presto cambiare idea.
Intanto nell'Istituto c'è un focolaio di morbillo, con conseguente quarantena. Questo costringe Mike a prendersi cura di Alpha per alcuni giorni. Un giorno Packy Roost, ingiustamente condannato per omicidio, evade di prigione e si presenta a casa di Mike, l'unico che può aiutarlo a fare piena luce sulla sua vicenda. In attesa del giornalista, Packy e Alpha diventano amici. Quando Mike torna, Packy gli chiede di trovare Lefty Moran, che lo può fare assolvere per il delitto. Il giornalista accetta con riluttanza, portandolo infine da Lefty. Si scopre che Lefty è l'assassino; la polizia lo porta via e Packy è scagionato.
Quando i professori vengono a reclamare il loro soggetto di prova, Alpha non vuole lasciare Mike. Tuttavia lui non è disposto ad accettare la responsabilità e non fa niente per lei. Quando Mike propone il matrimonio a Katie, lei lo rifiuta, citando la sua irresponsabilità. Oppresso dal senso di colpa, si fa trasferire per lavoro a Washington. Nel frattempo Alpha, tristissima, si rifiuta di mangiare e dormire. Fortunatamente a Mike mancano sia Alfa che Katie. Tornato a New York, fa pace con Katie e insieme vanno a prendere Alpha. I tre lasciano l'istituto mano nella mano.

## Produzione
Il film, diretto da Roy Rowland su una sceneggiatura di Isobel Lennart e un soggetto di Angna Enters, fu prodotto da Robert Sisk per la Metro-Goldwyn-Mayer e girato nei Metro-Goldwyn-Mayer Studios a Culver City, California, dal 31 marzo all'inizio di maggio 1943.

### Colonna sonora
- I've Got You Under My Skin - cantata da Marsha Hunt nel nightclub

## Distribuzione
Il film fu distribuito con il titolo Lost Angel negli Stati Uniti dal gennaio 1944 (première a Tulsa il 23 dicembre 1943) al cinema dalla Metro-Goldwyn-Mayer.
Altre distribuzioni:
- in Svezia il 27 novembre 1944 (På villovägar)
- in Australia il 25 gennaio 1945
- in Portogallo il 21 novembre 1945 (Que Mal Fiz Eu?)
- in Finlandia il 1º febbraio 1946 (Enkeli karkuteillä)
- in Germania nel 1947 (Der kleine Engel)
- in Austria il 28 marzo 1947 (Der verlorene Engel)
- in Francia il 14 aprile 1948 (L'ange perdu)
- in Italia (L'angelo perduto)
- in Venezuela (El ángel perdido)
- in Grecia (Hamenos angelos)
- in Brasile (O Anjo Perdido)

## Altri media
Lost Angel fu adattato come radiodramma trasmesso il 19 giugno 1944 e il 22 ottobre 1945 come episodio della serie antologica Lux Radio Theater e il 18 dicembre 1946 come episodio della serie antologica Academy Award Theater, ognuno con protagonista Margaret O'Brien.